# La mia stanza (singolo)
La mia stanza è il quinto singolo della cantautrice italiana Giorgia, pubblicato il 24 ottobre 2024 come estratto dall'album Senza paura.

## Descrizione
Il singolo è stato pubblicato dall'etichetta discografica Michroponica, distribuita dalla Sony. La title track è stata scritto da Giorgia e da Michele Canova Iorfida, è un brano dance che segue la scia di altri lavori della cantautrice romana, da Spirito libero a Il mio giorno migliore, in cui Giorgia mescola testi sempre intensi con sonorità dance dalle sfumature quasi acide. Il nuovo singolo arriva a pochi giorni dall'uscita di Senza Paura (Limited Gold Edition), riedizione dell'album uscito un anno prima.
L'artista romana ha affermato che considera questo brano come un pezzo fatto per ballare, e lo commenta così: "Questo pezzo è fatto per ballare, ballare nel senso più puro e liberatorio massima espressione del corpo e del rapporto col proprio corpo, poi è il ritratto di una/un adolescente o forse non solo adolescente, che nella sua stanza diventa una star e dà sfogo alla sua libertà alla sua forma con l'emozione".

## Videoclip
Il video ufficiale del singolo, pubblicato il 17 novembre 2014 sul canale VEVO della cantautrice e girato da Visionari Lab (con la regia di Emanuel Lo), vede Giorgia comparire in una doppia versione. Prima vestita con un top in pelle nero, leggings argentati e tacchi alti mentre danza in modo sensuale all'interno di un cubo luminoso e subito dopo una Giorgia dalle sfumature rock e aggressiva con indosso snickers dorate, capelli raccolti, pantaloni scuri e maglietta nera “vedo non vedo” mentre è intenta a suonare la batteria. L'artista è accompagnata da una crew di ballerini che dà vita a coreografie in stile hip hop.

## Tracce
Download digitale
Testi e musiche di Giorgia, Michele Canova Iorfida.
1. La mia stanza – 3:00